# Rich and Strange
Rich and Strange is een Britse film uit 1931, geregisseerd en deels geschreven door Alfred Hitchcock. Hitchcock schreef het verhaal samen met zijn vrouw Alma Reville en Val Valentine op basis van een boek van Dale Collins. De hoofdrollen worden vertolkt door Henry Kendall, Joan Barry en Percy Marmont.

## Verhaal
Fred en Emily Hill, een middenstandskoppel uit Londen, krijgt op een dag een klein fortuin van een oom als voorschot op hun toekomstige erfenis. Fred besluit meteen te stoppen met zijn baan als kantoorklerk en de twee gaan met een cruise naar “het oosten”. 
Fred blijkt echter erg gevoelig voor zeeziekte en kan daarom niet optimaal van de cruise genieten. Emily krijgt onderweg een relatie met commandant Gordon, een populaire vrijgezel. Fred op zijn beurt loopt op een moment dat hij zich wat beter voelt een Duitse “prinses” tegen het lijf. Zowel Fred als Emily koesteren plannen om een echtscheiding aan te vragen, zodat ze bij hun nieuwe liefdes kunnen zijn.
Zodra het schip in Singapore arriveert, vertrekt Emily met Gordon naar een huis dat hij daar bezit. Onderweg krijgt ze echter haar twijfels over deze keuze, en besluit terug te gaan naar Fred. Fred heeft ondertussen plannen om met de prinses naar Myanmar te gaan. In zijn hotelkamer komt hij er echter achter dat ze reeds zonder hem is vertrokken, maar hem wel 1000 pond sterling heeft ontfutseld. Na wat onderzoek ontdekt Fred dat ze helemaal geen prinses was, maar de dochter van een Berlijnse wasserette-eigenaar. Ze reist vaker met cruises mee en papt dan aan met rijke mannen om ze hun geld afhandig te maken.
Fred en Emily leggen het bij. Door de diefstal hebben ze echter nog net genoeg geld om hun hotel te betalen en een reis terug naar huis te boeken op een goedkoop schip. Dit schip krijgt onderweg een aanvaring. Wanneer Fred en Emily wakker worden, blijken ze de enige mensen aan boord te zijn van het reeds zinkende schip; de andere passagiers zijn reeds gered. Ze worden zelf echter net op tijd opgepikt door een Chinese jonk. De bemanning van deze jonk blijkt te bestaan uit piraten, maar ze zijn wel bereid de Hills terug naar de haven te brengen. Na enkele harde dagen aan boord komen Emily en Fred in de haven aan, en kunnen hun reis naar huis voortzetten.
In de laatste scène hebben Fred en Emily ruzie, net op het moment dat een telegram arriveert.

## Rolverdeling
| Acteur         | Personage         |
| -------------- | ----------------- |
| Henry Kendall  | Fred Hill         |
| Joan Barry     | Emily Hill        |
| Percy Marmont  | Commander Gordon  |
| Betty Amann    | de prinses        |
| Elsie Randolph | oude huishoudster |

## Achtergrond
Voor de opnames van de film gebruikte Hitchcock onder andere een replica op ware grootte van een schip. Tevens experimenteerde hij met verschillende cameratechnieken en composities. De titel van de film is afkomstig uit William Shakespeare’s The Tempest.
“Rich and Strange” werd uitgebracht tijdens een dieptepunt in Hitchcocks carrière; tussen zijn laatste succes met The Lodger: A Story of the London Fog (1927) en zijn doorbraak met The Man Who Knew Too Much (1934). “Rich and Strange” was commercieel een mislukking, zowel in het Verenigd Koninkrijk als in de Verenigde Staten. Een punt van kritiek op de film was dat maar in ongeveer een kwart van de film de acteurs dialogen gebruiken. De rest van de film wordt het verhaal verteld middels technieken uit het tijdperk van de stomme films, zoals de overdreven acteerstijl. 
In 2005 kocht Canal+ de rechten op de film. 